# Lidia Ravera
Lidia Ravera, née à Turin le 6 février 1951 , est une écrivain et journaliste italienne.

## Biographie
Elle est née en 1951 à Turin, et a 17 ans en mai 1968. 
Devenue journaliste après ses études, elle se fait connaître en 1976 en publiant le roman Porci con le ali [« Si les porcs avaient des ailes »] coécrit avec Marco Lombardo Radice,, un psychiatre (tous deux sous des pseudonymes, Antonia et Rocco, soit les mêmes prénoms que les deux protagonistes). L'ouvrage se veut le journal sexuel et politique de deux adolescents romains à l'époque de mai 1968. Il évoque les mythes et les idéaux de cette époque et se vend à plus de deux millions et demi d'exemplaires. De décembre 1976 à fin janvier 1977, les exemplaires disponibles du livre sont saisies par la justice et la diffusion bloquée, puis elle reprend. Ce roman a été adapté au cinéma par Paolo Pietrangeli (le film est sorti en 1977) et également en bande dessinée en 2016, une adaptation écrite par Manfredi Giffone et illustrée par Fabrizio Longo et Alessandro Parodi.
Lidia Ravera publie ensuite une succession de romans. Elle obtient le prix Stresa en 2013 pour Piangi pure,. Elle écrit aussi des scénarii pour le cinéma et la télévision tout en continuant une activité de journaliste, notamment pour l'Unità.

## Œuvres traduites en français
- Si les porcs avaient des ailes [« Porci con le ali »], avec Marco Lombardo Radice (sous les pseudonymes de Rocco et Antonia), trad. d’Anne Staletti, Paris, Éditions Stock, 1977, 273 p.  (ISBN 2-234-00707-0)
- Et si les cigognes parlaient [« Bambino mio »], trad. de Louis Mézeray, Paris, Éditions Stock, 1981, 179 p.  (ISBN 2-234-01369-0)

## Adaptation au cinéma
- Porci con le ali, par Paolo Pietrangeli, 1977